# 東岩槻駅
東岩槻駅（ひがしいわつきえき）は、埼玉県さいたま市岩槻区東岩槻一丁目にある、東武鉄道野田線（東武アーバンパークライン）の駅。駅番号はTD 07。

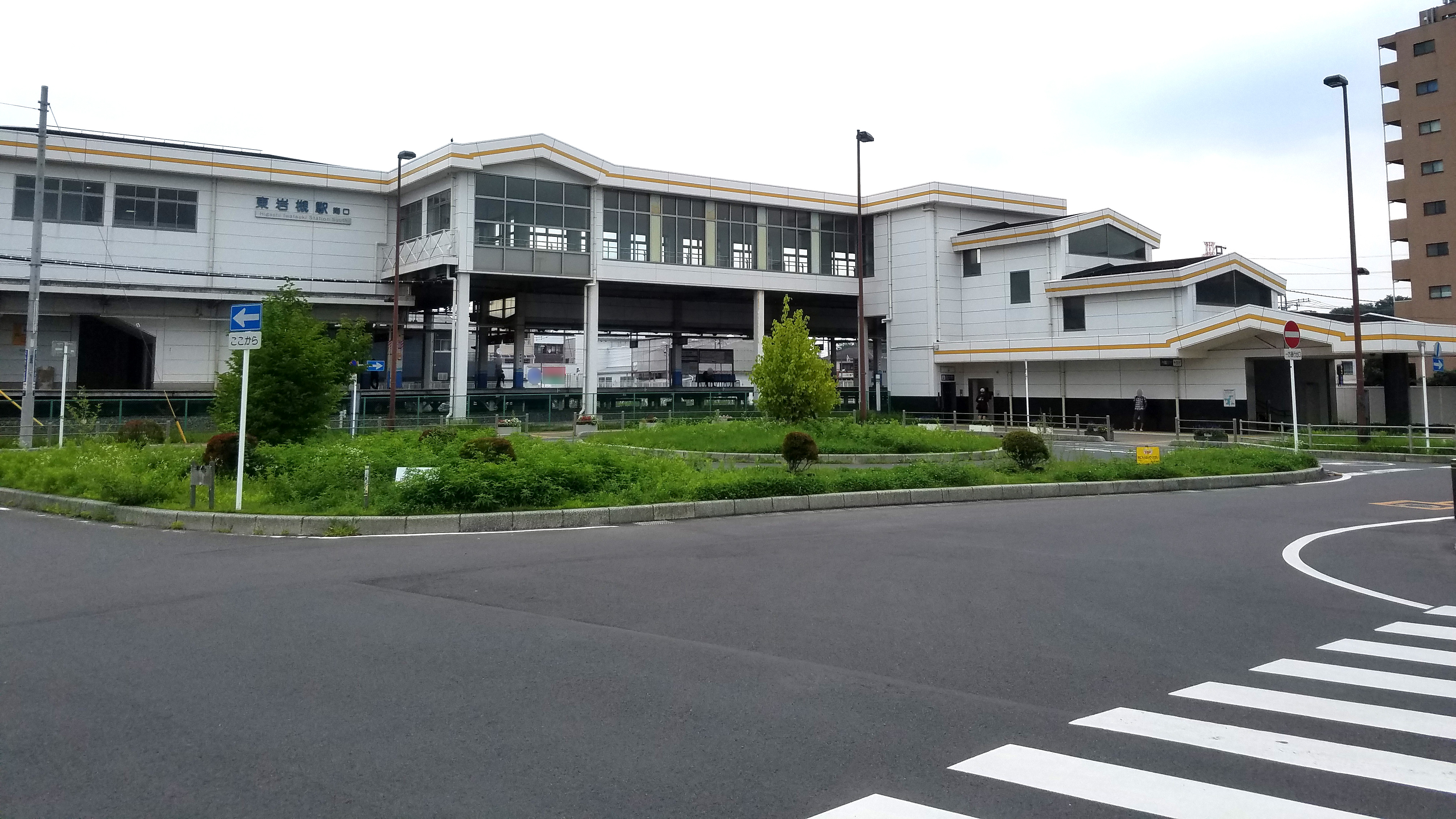
南口（2019年7月）

## 歴史
- 1969年（昭和44年）12月1日：野田線岩槻駅 - 豊春駅間に新設。
- 1971年（昭和46年）3月31日：岩槻・春日部土地区画整理事業の換地処分が前日に行われた[1]ことに伴い、町名地番変更が行われ、所在地の町名が東岩槻となる。
- 1999年（平成11年）11月25日：岩槻駅 - 当駅間複線化。大宮駅 - 岩槻駅間の区間列車の約半数を当駅まで延長。
- 2004年（平成16年）
  - 10月19日：当駅 - 春日部駅間複線化。同時に区間運転列車は春日部まで延長、当駅始終着列車を廃止。
  - 12月：橋上駅舎化工事に着手[2]
- 2005年（平成17年）4月1日：岩槻市がさいたま市に編入合併され、所在地がさいたま市岩槻区となる。
- 2006年（平成18年）11月1日：橋上駅舎使用開始。
- 2009年（平成21年）
  - 3月10日：発車メロディ導入。
  - 12月1日：駅業務を東武ステーションサービスへ委託。
- 2016年（平成28年）3月26日：野田線で急行運行開始。当駅は通過駅となる。
- 2017年（平成29年）4月21日：特急「アーバンパークライナー」運行開始。当駅は浅草発のみ停車となる。

### 始発終着列車
1999年（平成11年）11月25日に岩槻駅 - 当駅間が複線化された際、大宮駅 - 岩槻駅間の区間列車のうち約半数を当駅まで延長した。下り方には引上線を新設したが、春日部駅までの複線化に伴い下り線の一部となった。
岩槻駅 - 春日部駅間複線化のうち、岩槻駅 - 当駅間2.4 kmは大きなネックであった。元荒川橋梁や廃線になった武州鉄道と立体交差していた架道橋・築堤が残り、腹付け線増では無く構造施設の大規模な付替えが必要となった。
当駅始発終着列車は、岩槻駅 - 春日部駅間複線化事業において工事進捗による暫定的なサービスであったが、春日部までの連続複線化が実現した2004年まで5年間続いた。複線化に合わせて単複境界であった両渡り線を撤去、棒線駅となり、現在は当駅折返しは出来ない配線になっている。

### 橋上駅舎化
かつての当駅は北口地上部に駅舎があった。周辺の状況として北口側には商店やスーパーマーケットが立ち並ぶが、南口側にも広大な住宅地と団地が広がっている。南平野土地区画整理事業進捗に伴い、南側の人口が増加傾向であったことや、北口を最寄りとする学校法人開智学園が高等部の他に中高一貫部・総合部を開設したために通学する生徒利用が増加したことから、橋上駅舎化に伴う機能強化が図られることとなった。南口を除く部分を2006年（平成18年）1月20日、同年11月1日には南口も竣工した。2007年（平成19年）5月にはホームのアスファルト舗装を完了した。

## 駅構造
島式ホーム1面2線を有する地上駅で、橋上駅舎を有する。改札階と北口・南口・ホーム間をそれぞれ連絡するエレベーター・エスカレーターが設置されている。駅業務は東武ステーションサービスに委託している。

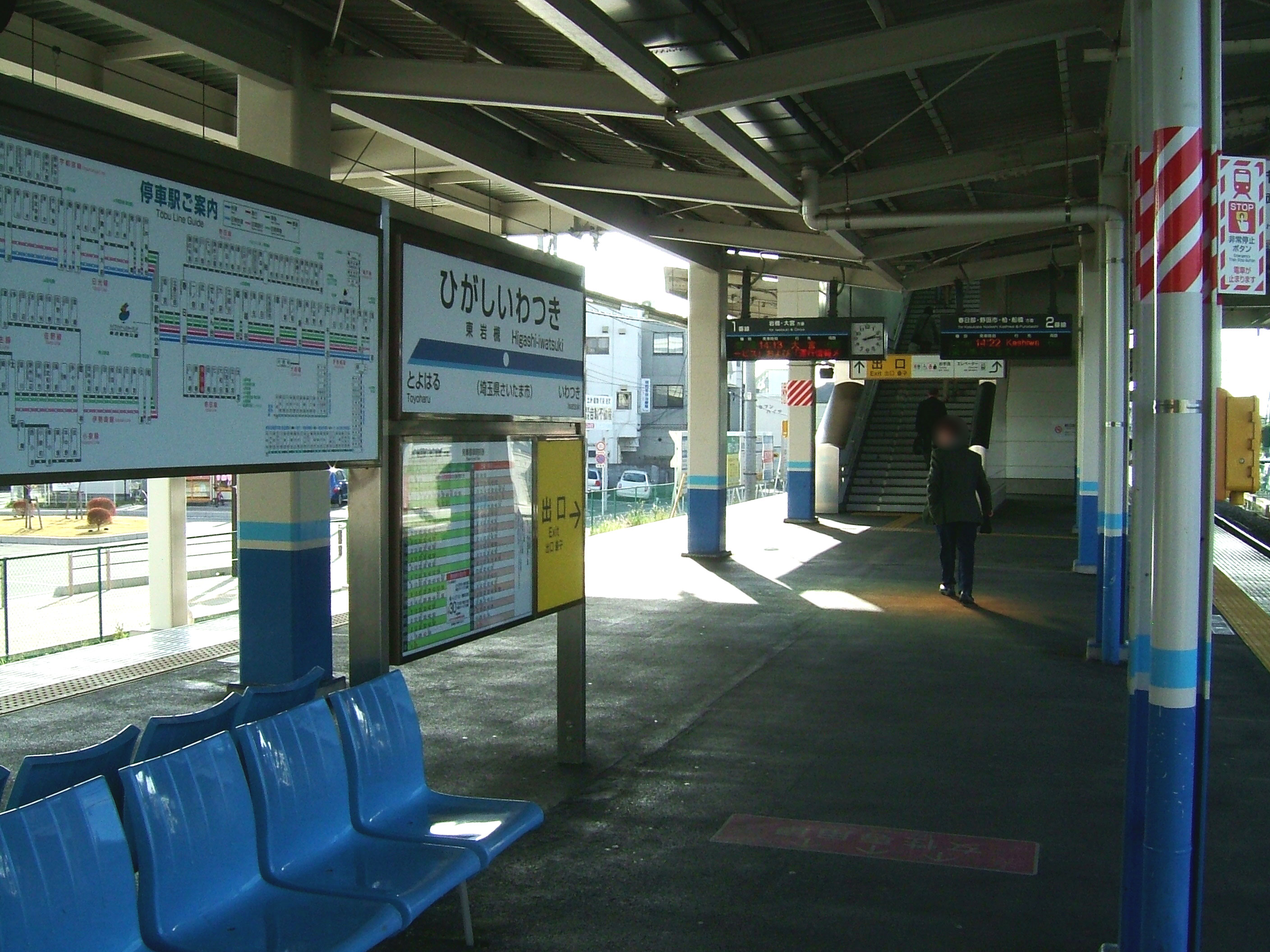
ホーム（2008年11月）

### のりば
| 番線 | 路線                     | 方向 | 行先     |
| ---- | ------------------------ | ---- | -------- |
| 1    | 東武アーバンパークライン | 上り | 大宮方面 |
| 2    | 東武アーバンパークライン | 下り | 柏方面   |

- 橋上駅舎化に伴う変更
  - 地上駅舎時代は、北口側の駅舎より近い順に、下りが1番線、上りが2番線であった。

## 利用状況
2024年度（令和6年度）の1日平均乗降人員は19,454人である。
近年の1日平均乗降・乗車人員の推移は以下の通り。
| 年度               | 1日平均 乗降人員 | 1日平均 乗車人員 | 出典       |
| ------------------ | ---------------- | ---------------- | ---------- |
| 1969年（昭和44年） | 507              | 318              |            |
| 1970年（昭和45年） | 1,847            | 996              |            |
| 1975年（昭和50年） | 7,940            | 4,013            |            |
| 1980年（昭和55年） | 9,912            | 4,996            |            |
| 1985年（昭和60年） | 14,767           | 7,388            |            |
| 1990年（平成02年） | 18,003           | 9,023            |            |
| 1995年（平成07年） | 18,595           | 9,247            |            |
|                    |                  |                  |            |
| 1998年（平成10年） | 17,093           |                  |            |
| 1999年（平成11年） | 16,863           |                  |            |
| 2000年（平成12年） | 17,395           | 8,784            |            |
| 2001年（平成13年） | 17,304           | 8,601            |            |
| 2002年（平成14年） | 17,107           | 8,485            |            |
| 2003年（平成15年） | 17,155           | 8,526            |            |
| 2004年（平成16年） | 18,335           | 9,117            |            |
| 2005年（平成17年） | 18,599           | 9,246            |            |
| 2006年（平成18年） | 19,055           | 9,498            |            |
| 2007年（平成19年） | 19,161           |                  |            |
| 2008年（平成20年） | 19,351           |                  |            |
| 2009年（平成21年） | 19,136           |                  |            |
| 2010年（平成22年） | 19,365           |                  |            |
| 2011年（平成23年） | 19,406           |                  |            |
| 2012年（平成24年） | 20,092           |                  |            |
| 2013年（平成25年） | 20,474           |                  |            |
| 2014年（平成26年） | 20,124           |                  |            |
| 2015年（平成27年） | 20,547           |                  |            |
| 2016年（平成28年） | 20,643           |                  |            |
| 2017年（平成29年） | 20,796           |                  |            |
| 2018年（平成30年） | 20,748           |                  |            |
| 2019年（令和元年） | 20,454           |                  |            |
| 2020年（令和02年） | 16,418           |                  | [ 東武 3 ] |
| 2021年（令和03年） | 17,938           | 8,999            | [ 東武 4 ] |
| 2022年（令和04年） | 18,761           | 5,626            | [ 東武 5 ] |
| 2023年（令和05年） | 19,197           | 9,634            | [ 東武 6 ] |
| 2024年（令和06年） | 19,454           | 9,762            | [ 東武 1 ] |

## 駅周辺
岩槻中心市街地からは元荒川を越えた北東、春日部市との市境近くにある。戦後の高度経済成長期に開設されたこともあり、駅周辺は碁盤目状に区画整理され、戸建住宅や団地が並ぶ。駅から北西2 kmの位置に工業団地が立地し、各企業送迎バスが当駅より発着している。
隣接する豊春駅周辺同様、さいたま市岩槻区表慈恩寺・小溝・徳力地区と春日部市境が複雑に入り込んでいる地域が存在する。
- さいたま市ふれあいプラザいわつき
  - 岩槻区役所東岩槻支所
  - さいたま市岩槻東部図書館
- 岩槻警察署東岩槻駅前交番
- 岩槻消防署上野出張所
- さいたま市立上里小学校
- さいたま市立東岩槻小学校
- さいたま市立桜山中学校
- 開智学園（総合部・中高一貫部・高等部）
- 東岩槻郵便局
- 岩槻上野郵便局
- 埼玉りそな銀行東岩槻支店
- 埼玉縣信用金庫東岩槻支店
- 岩槻中央病院

名跡・旧跡
- 岩槻城址公園（通称「おはやし公園」）
- 慈恩寺
  - 玄奘塔
- 花積貝塚（春日部市花積）

## バス路線
最寄りのバス停は「東岩槻駅北口」停留所である。
| 乗り場       | 系統                             | 行先                    | 運行事業者       | 備考     |
| ------------ | -------------------------------- | ----------------------- | ---------------- | -------- |
| 東岩槻駅北口 | さいたま市岩槻区コミュニティバス | 府内一丁目 / 慈恩寺観音 | 東武バスウエスト | 平日運転 |

## 隣の駅
東武鉄道
 東武アーバンパークライン
■急行・■区間急行
通過
■普通
岩槻駅 (TD 06) - 東岩槻駅 (TD 07) - 豊春駅 (TD 08)
1931年（昭和6年） - 1950年（昭和25年）まで、岩槻駅 - 豊春駅間に 渋江駅（しぶええき）があった。位置は埼玉県道65号さいたま幸手線との立体交差付近である。
「渋江」バス停は、国立東埼玉病院線岩槻駅西口乗入に伴う経路変更により、2017年（平成29年）4月1日付で廃止された。